# Charles Previn

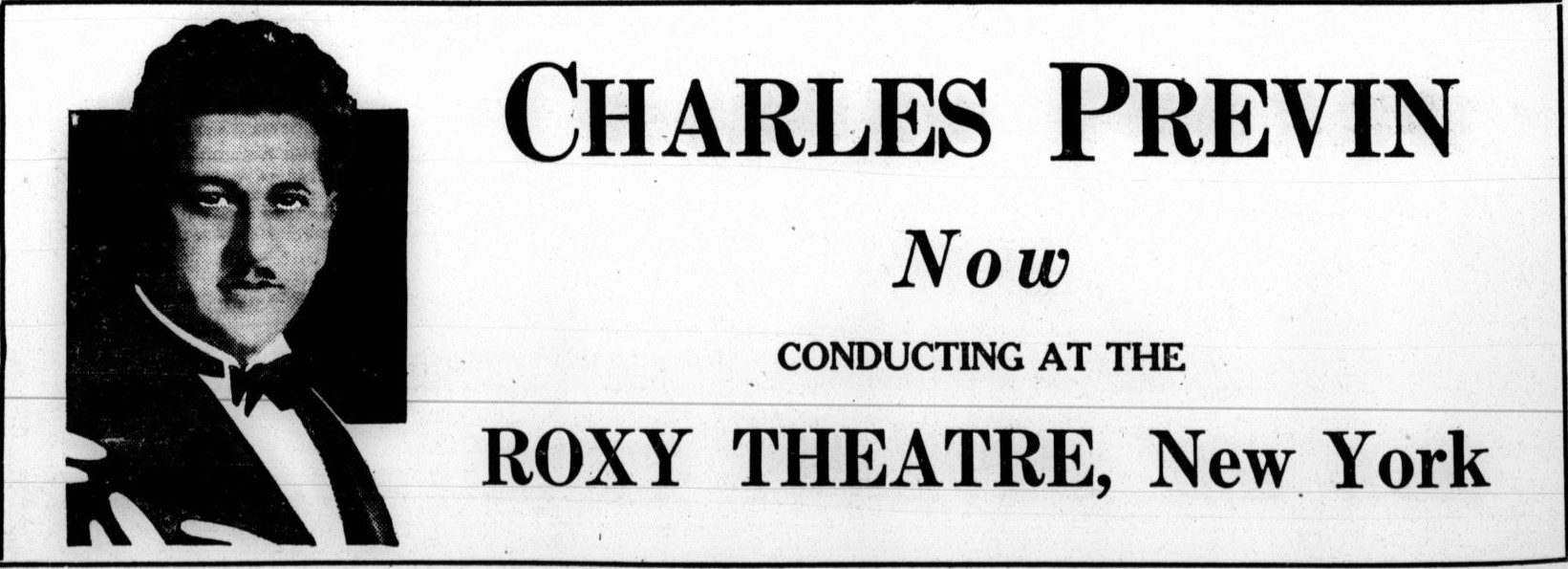
Pubblicità di uno spettacolo teatrale di Charles Previn

Charles Previn (New York, 11 gennaio 1888 – Los Angeles, 22 settembre 1973) è stato un compositore statunitense di colonne sonore cinematografiche.

## Premi e riconoscimenti
Nel 1938, vinse l'Oscar alla migliore colonna sonora per Cento uomini e una ragazza.
Ottenne sei nomination: nel 1939 per Pazza per la musica; l'anno seguente per Il primo bacio; nel 1941 per Parata di primavera e nel 1942 per Gianni e Pinotto reclute.
Hans J. Salter e Charles Previn ottennero la candidatura all'Oscar alla migliore colonna sonora del 1943 (sezione Musical) per le musiche del film del 1942 La prima è stata Eva. L'ultima nomination Previn la ottenne nel 1945 con È fuggita una stella.

## Vita privata
Nel suo libro No minor chords: my days in Hollywood, André Previn scrive che Charles Previn era cugino di secondo grado del padre e che fu il contatto per stabilirsi a Los Angeles al momento della loro emigrazione dalla Germania negli Stati Uniti.

## Filmografia (parziale)
- Pazza per la musica (Mad About Music), regia di Norman Taurog (1938)
- Vigilia d'amore (When Tomorrow Comes), regia di John M. Stahl (1939)
- Il primo bacio (First Love), regia di Henry Koster (1939)
- Hawaiian Nights, regia di Albert S. Rogell - direzione musicale (1939)
- Enemy Agent, regia di Lew Landers - musiche di repertorio, non accreditato (1940)
- La prima è stata Eva (It Started with Eve), regia di Henry Koster (1941)